# Vom Büblein, das sich nicht waschen wollte
Vom Büblein, das sich nicht waschen wollte ist ein Märchen. Es steht in Ludwig Bechsteins Neues deutsches Märchenbuch an Stelle 12 und stammt aus Ignaz und Josef Zingerles Kinder- und Hausmärchen von 1852 (Nr. 7: Der höllische Thorwartl).

## Inhalt
Ein Bub hat Angst vor Wasser. Er dient sieben Jahre dem Teufel am Höllentor und muss sich nicht waschen. Dann warnt er die Kinder vor Unreinheit und erzählt, wen er alles in die Hölle gehen sah. Da gibt man ihm viel Geld, dass er nur schweigt.

## Herkunft
Bechstein nennt die Quelle bei Zingerle, „Dort völlig ohne Pointe“, und vergleicht Grimms KHM 100 Des Teufels rußiger Bruder. Bei Bechstein hat das Büblein sich vor Wasser „gegruselt“, vgl. Das Gruseln.